# West Indies Cricket Team in Indien in der Saison 2006/07
Die Tour des West Indies Cricket Teams nach Indien in der Saison 2006/07 fand vom 21. bis zum 31. Januar 2007 statt. Die internationale Cricket-Tour war Bestandteil der Internationalen Cricket-Saison 2006/07 und umfasste vier ODIs. Indien gewann die Serie mit 3–1.

## Vorgeschichte
Indien spielte zuletzt eine Tour in Südafrika, die West Indies in Pakistan.
Das letzte Aufeinandertreffen der beiden Mannschaften bei einer Tour fand in der Saison 2006 in den West Indies statt.

## Stadien
Die folgenden Stadien wurden für die Tour als Austragungsort vorgesehen.
| Stadion                              | Stadt    | Kapazität | Spiele |
| ------------------------------------ | -------- | --------- | ------ |
| M. A. Chidambaram Stadium            | Chennai  | 46.000    | 3. ODI |
| Barabati Stadium                     | Cuttack  | 45.000    | 2. ODI |
| Vidarbha Cricket Association Stadium | Nagpur   | 45.000    | 1. ODI |
| IPCL Sports Complex Ground           | Vadodara | 20.000    | 4. ODI |

## Kaderlisten
Indien benannte seinen Kader am 12. Januar 2006.
Die West Indies benannten ihren Kader am 12. Januar 2006.
| ODI | ODI |
| Indien | West Indies |
| --- | --- |
| - Rahul Dravid (K) - Sachin Tendulkar (VK) - Ajit Agarkar - Mahendra Singh Dhoni (wk) - Sourav Ganguly - Gautam Gambhir - Dinesh Karthik - Zaheer Khan - Ramesh Powar - Suresh Raina - Joginder Sharma - Harbhajan Singh - RP Singh - Sreesanth - Robin Uthappa | - Brian Lara (K) - Ian Bradshaw - Dwayne Bravo - Shivnarine Chanderpaul - Rayad Emrit - Chris Gayle - Runako Morton - Daren Powell - Denesh Ramdin - Marlon Samuels - Darren Sammy - Lendl Simmons - Devon Smith - Jerome Taylor |

## One-Day Internationals

### Erstes ODI in Nagpur
| 21. Januar Scorecard | Nagpur | Indien 338-3 (50)          | – | West Indies 324-8 (50) |
|                      |        | Indien gewinnt mit 14 Runs |   |                        |

### Zweites ODI in Cuttack
| 24. Januar Scorecard | Cuttack | Indien 189 (48.2)          | – | West Indies 169 (48.2) |
|                      |         | Indien gewinnt mit 20 Runs |   |                        |

### Drittes ODI in Chennai
| 27. Januar Scorecard | Chennai | Indien 268 (48)                   | – | West Indies 270-7 (43.4) |
|                      |         | West Indies gewinnt mit 3 Wickets |   |                          |

Der west-indische Spieler Dwayne Bravo wurde auf Grund zu ausfallenden Appellierens vom Weltverband verwarnt.

### Viertes ODI in Vedodara
| 31. Januar Scorecard | Vadodara | Indien 341-3 (50)           | – | West Indies 181 (41.4) |
|                      |          | Indien gewinnt mit 160 Runs |   |                        |

Nach dem Spiel wurden Vorwürfe bekannt, dass der west-indische Spieler Marlon Samuels vor dem ersten ODI in Nagpur Kontakt zu einem Buchmacher gehabt haben soll. Diese Vorwürfe wurden untersucht und führten im Mai 2008 zu einer zweijährigen Sperre auf Grund von Fehlverhalten für den Spieler. Von dort an gehörte er erst in der Saison 2011 wieder zum Kader der West Indies.

## Statistiken
Die folgenden Cricketstatistiken wurden bei dieser Tour erzielt.
| ODIs                   | ODIs        | ODIs    | ODIs    | ODIs    | ODIs    | ODIs    | ODIs    | ODIs    |
| Batting                | Batting     | Batting | Batting | Batting | Batting | Batting | Batting | Batting |
| Spieler                | Mannschaft  | Spiele  | Innings | Runs    | Average | HS      | 100s    | 50s     |
| ---------------------- | ----------- | ------- | ------- | ------- | ------- | ------- | ------- | ------- |
| Shivnarine Chanderpaul | West Indies | 3       | 3       | 229     | 114,50  | 149*    | 1       | 1       |
| Rahul Dravid           | Indien      | 4       | 4       | 211     | 70,33   | 78      | 0       | 3       |
| Marlon Samuels         | West Indies | 4       | 4       | 194     | 48,50   | 98      | 0       | 2       |
| Sachin Tendulkar       | Indien      | 4       | 4       | 191     | 63,66   | 100*    | 1       | 1       |
| Sourav Ganguly         | Indien      | 3       | 3       | 179     | 59,66   | 98      | 0       | 2       |
| Bowling                |             |         |         |         |         |         |         |         |
| Spieler                | Mannschaft  | Spiele  | Overs   | Wickets | Average | BBI     | 5W      | 10W     |
| Ajit Agarkar           | Indien      | 4       | 37      | 7       | 26,14   | 3/45    | 0       | 0       |
| Dwayne Bravo           | West Indies | 3       | 21.2    | 6       | 19,33   | 4/39    | 0       | 0       |
| Daren Powell           | West Indies | 4       | 29      | 6       | 27,50   | 4/27    | 0       | 0       |
| Ramesh Powar           | Indien      | 2       | 20      | 5       | 19,00   | 3/42    | 0       | 0       |
| Chris Gayle            | West Indies | 4       | 28      | 5       | 31,00   | 2/51    | 0       | 0       |

## Player of the Series
Als Player of the Series wurden die folgenden Spieler ausgezeichnet.
| Serie | Player of the Series |
| ----- | -------------------- |
| ODI   | Sachin Tendulkar     |

### Player of the Match
Als Player of the Match wurden die folgenden Spieler ausgezeichnet.
| Spiel  | Player of the Match    |
| ------ | ---------------------- |
| 1. ODI | Shivnarine Chanderpaul |
| 2. ODI | Dinesh Karthik         |
| 3. ODI | Marlon Samuels         |
| 4. ODI | Sachin Tendulkar       |